# Carl von Bertrab
Carl Raimund Ludwig Christoph von Bertrab (* 8. Februar 1863 in Rudolstadt, Fürstentum Schwarzburg-Rudolstadt; † 26. Oktober 1914 in Białynin, Weichselland) war ein deutscher Offizier, Maler und Kunsthistoriker.

## Leben
Carl von Bertrab, Sohn des Schwarzburg-Rudolstädter Staatsministers Hermann von Bertrab aus dessen kinderreicher zweiter Ehe mit Frieda von Gleichen-Rußwurm (* 1837), schlug eine Offizierskarriere in der Sächsischen Armee ein und wandte sich nach deren Abschluss im Range eines Hauptmanns a. D. der Malerei zu. Hierzu wurde er zunächst Schüler von Paul Poetzsch in Dresden, dann von Ferdinand Brütt in Düsseldorf. Letzterem folgte er 1898 nach Kronberg im Taunus und lebte dort bis 1909. In der Kronberger Malerkolonie ließ er sich im Haus von Hans Thoma nieder. Eine weitere Wirkungsstätte war Frankfurt am Main. 1897 bereiste er die Bretagne, 1898, 1904 sowie 1907/1908 Brasilien.
Von Bertrabs malerisches Œuvre umfasst – soweit bekannt – vor allem Interieurs, Genrestudien von Menschen sowie deutsche und brasilianische Landschaften. 1906 war von Bertrab auf der „Deutschen Kunstausstellung“ in der Kölner Flora vertreten, 1913 auf der Leipziger Jahresausstellung. Er war Mitglied des Verbands der Kunstfreunde in den Ländern am Rhein. 1912 publizierte von Bertrab ein Beschreibendes Verzeichnis der Gemälde in der Sammlung Rudolf von Goldschmidt Rothschild. Aufbauend auf von Bertrabs Vorarbeiten veröffentlichte der Frankfurter Kunsthistoriker Georg Swarzenski in den Jahren 1916 bis 1921 die Schrift Das Frankfurter Bildnis von 1500 bis zur Wende des 20. Jahrhunderts.
Als Bataillonskommandeur im Landwehr-Infanterie-Regiment Nr. 133 fiel er im Alter von 51 Jahren zu Beginn des Ersten Weltkriegs an der Ostfront.